# Пономаренко Олександр Володимирович
Олекса́ндр Сергійович Пономаре́нко (нар. 8 листопада 1963, смт Макарів, Київська область) — український політик. Член партії ВО «Батьківщина». Народний депутат України 6-го скликання. Голова правління Національної акціонерної компанії «Надра України» (30 січня 2008 — 24 березня 2010).

## Освіта
У 1986 році закінчив Київський інститут інженерів цивільної авіації, а у 1998 році — Київський національний економічний університет.

## Кар'єра
- 1986–1993 — навчання в Київському інституті інженерів цивільної авіації.
- 1993–1998 — комерційна діяльність.
- 1998–2000 — в НАК «Нафтогаз України».
- 2001–2003 — президент ЗАТ "Промислово-фінансова акціонерна компанія «Віче».
- Серпень 2003[3] — березень 2005[4] — заступник Голови Державного комітету України з водного господарства. Потім — заступник голови правління АБ «Брокбізнесбанк».

## Сім'я
Одружений.

## Політична діяльність
Депутат Київської міської ради (квітень 2006 — 2007) від «Блоку Юлії Тимошенко».
Народний депутат України 6-го скликання з 23 листопада 2007 до 23 травня 2008 від «Блоку Юлії Тимошенко», № 145 в списку. На час виборів: заступник голови правління АБ «Брокбізнесбанк», безпартійний. Член фракції «Блок Юлії Тимошенко» (з 23 листопада 2007). Член Комітету з питань екологічної політики, природокористування та ліквідації наслідків Чорнобильської катастрофи (з 26 грудня 2007). Склав депутатські повноваження 23 травня 2008.
Член групи з міжпарламентських зв'язків з Французькою Республікою.